# Pálma Pál
Szoblahói Pálma Pál (Szügy (Nógrád vármegye), 1789. január 25. – Maklár, 1866. szeptember 10.) bölcseleti doktor, esperes-plébános.

## Élete
Pálma József Ferenc ügyvéd és Kereskényi Éva fia. A gimnáziumot Vácon, a teológiát mint papnövendék Egerben végezte. 1810-ben bölcseleti doktor lett. 1812-ben fölszentelték, ekkor az aulába került, ahol fokozatosan haladva végül irodaigazgató lett. Ezen állásában nagy érdemet szerzett és a hazai jogtudományokban való jártasságával tűnt ki. Tizennyolc évi működés után elnyerte a füzesabonyi parókiát, és a középhevesi esperességet. 1832-ben patai főesperes, 1837-ben maklári plébánossá nevezte ki érseke.

## Munkája
- A keresztény kat. anyaszentegyház hit- és erkölcsszabályainak rövid kivonata, elmélkedésekbe és fohászokba foglalva, Stauch Benedek után német eredetiből magyarítá ... Kiadja a Szent István-Társulat. Eger. 1859. (2. kiadás. Az 1. kiadást Kovács Mátyás fordította).

Egyházi beszédeinek kézirata Mattyasovszky Kálmán plébános birtokában voltak.